# 石川靜
石川靜（日语：／ Ishikawa Shizuka，1971年3月29日—），日本女性配音員。出身於東京都。東京俳優生活協同組合所屬。身高146cm。

## 簡歷
勝田聲優學院第8期畢業。
1996年，俳協Voice Actors Studio第10期畢業。
1997年起加入東京俳優生活協同組合所屬。

## 人物
聲種：女低音。
她經常扮演少年角色，並經常為小學館製作、XEBEC製作的作品提供配音。

## 演出
粗體字表示主要角色。

### 電視動畫
1997年
- 烈火之炎（紅麗〈童年時期〉）

1998年
- 秀逗博士（本鄉幸廣[5]、女職員、犯人女性）

1999年
- 伊索世界（丁丁）
- 麵包超人（河童卷小弟〈第2代〉、的小孩B〈第3代〉、大白菜弟弟〈初代〉）

2001年
- 漫畫派對（2001年—2003年，大庭詠美）2系列
- 熱帶雨林的爆笑生活（薩齊）

2002年
- 彗星公主（行星王子）
- 火影忍者（2002年—2003年，伊那里）
- 魔法咪路咪路（小威）

2003年
- 神秘智慧石（2003年—2004年，童牧）
- 妙妙魔法屋（服務生）
- 貯金大冒險（小漢堡）
- 機械小立方（日语：さいころボット コンボック）（劍一郎）
- 冒險遊記Pluster World（科加布里昂）

2004年
- 北方戀曲 ～Diamond Dust Drops～（峰月公太）
- 蒼穹之戰神（2004年—2015年，要澄美[6]、格里高利型／少年〈瑪萊斯貝洛〉）3系列

2005年
- 黑輪君（日语：おでんくん）（2005年—2006年，、 等）
- 認真地不認真的怪傑佐羅力（2005年—2006年，馬修、小孩）
- 彈珠汽水（石和惠太）

2006年
- THE THIRD～蒼之瞳的少女～（日语：ザ・サード）（四式自動步兵）
- 捉猴啦 ～On Air～（2006年—2007年，小翔（日语：カケル (サルゲッチュ)））2系列
- 地上最強新娘（虎金井天智）
- 完美小姐進化論♥（美學店店長）

2008年
- 守護甜心!! 心跳（マー君）
- 法布爾昆蟲記名作動畫系列（保羅）
- 蒼色騎士（寇特）
- 卡片鬥士翔（2008年—2009年，天尾翔）

2010年
- 火影忍者疾風傳（2010年—2013年，伊那里）

2011年
- 卡片鬥爭!! 先導者（2011年—2020年，葛木神居[7]）13系列

2012年
- SKET DANCE（椿左介的母親／醫師的妻子）

2013年
- 迷你卡片鬥爭!! 先導者（2013年—2016年，葛木神居[8]、戰鬥修女 摩卡、迴轉之劍·琪麗愛兒、會場廣播）2系列

2014年
- 難道是維羅妮卡（日语：ナンダカベロニカ）（金平[9]）

### 電影動畫
1993年
- 母親 最後的少女夏娃（日语：MOTHER 最後の少女イヴ）（奈莉·真嗣）

2000年
- 看見風的少年（日语：風を見た少年）

2005年
- 明天也要精神百倍！ ～一半的甘薯～（茂）

2007年
- 白色幻想曲（朝川遙）
- 阿大是我哥（剛[10]）

2010年
- 蒼穹之戰神 HEAVEN AND EARTH（要澄美）

2012年
- （小孩A）

2014年
- 劇場版 卡片鬥爭!! 先導者 Neon Messiah（葛木神居[11]）

### OVA
2000年
- 藍色樂章（岩崎千夏）

2001年
- 夢幻遊戲 -永光傳-

2003年
- 漫畫派對Revolution（大庭詠美）
- 熱帶雨林的爆笑生活 FINAL（薩齊）
- 真愛故事 -Summer Days, and yet…（日语：トゥルー・ラブストーリー#True Love Story -Summer Days, and yet...）（古內曜子）

2006年
- 蜜×蜜水果糖（浦部愛）

2019年
- 蒼穹之戰神 THE BEYOND（瑪萊斯貝洛〈少年時期〉[12]／普羅米修斯）

2023年
- 蒼穹之戰神 BEHIND THE LINE（要澄美[13]）

### 網路動畫
- （2022年，葛木神居）

### 遊戲
1999年
- 滑雪板小子（日语：スノボキッズ）（南西＝奈爾、女孩子A）
- 超滑雪板小子（日语：スノボキッズ）（溫蒂＝雷恩）

2000年
- 大盜五右衛門 冒險時代活劇（日语：冒険時代活劇ゴエモン）（大蛇〈南海大帝〉、阿國）

2001年
- 大盜五右衛門 大江戶大回轉（日语：がんばれゴエモン〜大江戸大回転〜）（雪姬、鋼五）
- 漫畫派對（大庭詠美）
- 徽章戰士5 煤竹村的轉學生（日语：メダロット5 すすたけ村の転校生）（古石丸、咲）

2004年
- 貯金大冒險！時空冒險者（小漢堡）
- （嵐）
- 看我龍顯神威（主人翁）

2005年
- 魔法咪路咪路 心跳回憶大恐慌

2013年
- 卡片鬥爭!! 先導者 衝向勝利!!（葛木神居）

2014年
- 卡片鬥爭!! 先導者 鎖定勝利!!（葛木神居）

2016年
- 卡片鬥爭!! 先導者G 超越勝利!!（葛木神居）

2019年
- 先導者ZERO（葛木神居）

### 廣播劇CD
- 純愛手札 旅程之詩 so long ～藤崎詩織2～（1999年，女學生）

### 外語配音

#### 電影
- 天堂的孩子（侯賽因）
- 克拉麗莎
- 玫瑰少年（讓·法布爾）
- 尼古拉斯的禮物（英语：Nicholas' Gift）（尼古拉斯）※VHS版。

### 特攝影集
2008年
- 炎神戰隊轟音者（炎神直升鬥雞的聲音）
- 炎神戰隊轟音者 BUNBUN！BANBAN！劇場BANG!!（日语：炎神戦隊ゴーオンジャー BUNBUN!BANBAN!劇場BANG!!）（炎神直升鬥雞的聲音）
- 炎神戰隊轟音者 BONBON！BONBON！網路BONG!!（炎神直升鬥雞的聲音）

2009年
- 劇場版 炎神戰隊轟音者VS激氣連者（炎神直升鬥雞的聲音）

2010年
- 侍戰隊真劍者VS轟音者 銀幕BANG!!（炎神直升鬥雞的聲音）

2018年
- 炎神戰隊轟音者 10 YEARS GRANDPRIX（日语：炎神戦隊ゴーオンジャー 10 YEARS GRANDPRIX）（炎神直升鬥雞的聲音[14]）

### 旁白
- NHK教育 課外活動 學長歡迎（日语：課外授業 ようこそ先輩）
- 週六PREMIUM（日语：土曜プレミアム）『人體再生浪漫特集 想再一次擁抱著你!!』
- Benesse Channel（日语：ベネッセチャンネル） 熱血支援！夢應援
- 先導獲得？如何欣賞動畫《卡片戰鬥!! 先導者》

### 廣播節目
- 卡片戰鬥!! 先導者電台（HiBiKi Radio Station，2011年7月28日—2012年3月29日）
- 卡片戰鬥!! 先導者電台!! LIMIT BREAK!!（HiBiKi Radio Station，2012年4月5日—2013年2月7日）

## 音樂作品
- 卡片鬥爭!! 先導者 角色歌曲專輯 Stand up！The Song!!（日语：カードファイト!! ヴァンガードのディスコグラフィ#キャラクターソングアルバム）（葛木神居）
- 卡片鬥爭!! 先導者 亞洲巡迴賽篇 角色歌曲 vol.4 葛木神居&先導惠美「最高的觸發!!」「微笑歡呼」（日语：カードファイト!! ヴァンガードのディスコグラフィ#vol.4 葛木カムイ&先導エミ「最高のトリガー!!」「笑顔にエール」）（葛木神居）

## 外部連結
- 石川靜｜東京俳優生活協同組合 （日語）
- 石川靜的X（前Twitter） （日語）